# Сьюард (Аляска)
Сьюард (англ. Seward) — місто (англ. city) в США, в окрузі Кенай на півдні штату Аляска на березі Тихого океану. Населення — 2717 осіб (2020).
Місто є 7-м з прибутку риболовецьким портом США. У місті розташований південний термінал Залізниці Аляски. Значну роль в економіці Сьюарда відіграє туризм. Расовий склад: європеоїдна 72,12 %, корінні американці 16,68 %, негроїдна 2,44 %, монголоїдна 1,84 %, інші 6,92 %.

## Географія
Сьюард розташований за координатами 60°7′29″ пн. ш. 149°23′30″ зх. д. / 60.12472° пн. ш. 149.39167° зх. д. (60.124786, -149.391581). За даними Бюро перепису населення США в 2010 році місто мало площу 55,82 км², з яких 36,55 км² — суходіл та 19,27 км² — водойми.

### Клімат
Місто знаходиться у зоні, котра характеризується континентальним субарктичним кліматом. Найтепліший місяць — липень із середньою температурою 13.3 °C (56 °F). Найхолодніший місяць — січень, із середньою температурою -2.7 °С (27.1 °F).
| Клімат Сьюарда          | Клімат Сьюарда | Клімат Сьюарда | Клімат Сьюарда | Клімат Сьюарда | Клімат Сьюарда | Клімат Сьюарда | Клімат Сьюарда | Клімат Сьюарда | Клімат Сьюарда | Клімат Сьюарда | Клімат Сьюарда | Клімат Сьюарда | Клімат Сьюарда |
| Показник                | Січ.           | Лют.           | Бер.           | Квіт.          | Трав.          | Черв.          | Лип.           | Серп.          | Вер.           | Жовт.          | Лист.          | Груд.          | Рік            |
| Абсолютний максимум, °C | 10             | 12             | 12             | 22             | 25             | 28             | 31             | 29             | 28             | 18             | 14             | 11             | 31             |
| Середній максимум, °C   | −0,1           | 0,8            | 3,2            | 7,1            | 11,7           | 14,6           | 16,3           | 16,4           | 12,9           | 6,9            | 1,9            | 0,9            | 7,8            |
| Середня температура, °C | −2,7           | −2,1           | 0,1            | 3,7            | 8              | 11,2           | 13,3           | 13,2           | 9,7            | 4,2            | −0,6           | −1,7           | 4,7            |
| Середній мінімум, °C    | −5,4           | −4,9           | −3,1           | 0,3            | 4,4            | 7,8            | 10,4           | 10             | 6,6            | 1,5            | −3,1           | −4,3           | 1,7            |
| Абсолютний мінімум, °C  | −28            | −27            | −23            | −26            | −10            | 0              | 2              | 0              | −3             | −12            | −21            | −24            | −28            |
| Норма опадів, мм        | 205.7          | 154.9          | 111.8          | 114.3          | 86.4           | 61             | 71.1           | 142.2          | 251.5          | 238.8          | 185.4          | 241.3          | 1861.8         |
| Днів з опадами          | 15,1           | 13,7           | 13,1           | 13,7           | 13,5           | 11,6           | 12,5           | 14,1           | 16,9           | 16,5           | 14,3           | 16,6           | 171,6          |
| Днів з дощем            | 8              | 8              | 6              | 6              | 6              | 4              | 5              | 8              | 12             | 13             | 10             | 10             | 103            |
| Днів зі снігом          | 5,8            | 5              | 4,7            | 2,2            | 0,1            | 0              | 0              | 0              | 0              | 0,8            | 3,9            | 6,7            | 29,2           |
| Вологість повітря, %    | 74.9           | 74.7           | 69.2           | 72.1           | 72.7           | 78.2           | 83.1           | 81.4           | 78.8           | 75.6           | 76.2           | 76.8           | 76.1           |
| ----------------------- | -------------- | -------------- | -------------- | -------------- | -------------- | -------------- | -------------- | -------------- | -------------- | -------------- | -------------- | -------------- | -------------- |
| Джерело: Weatherbase    |                |                |                |                |                |                |                |                |                |                |                |                |                |

## Демографія
Згідно з переписом 2010 року, у місті мешкали 2693 особи в 928 домогосподарствах у складі 474 родин. Густота населення становила 48 осіб/км². Було 1124 помешкання (20/км²).
Расовий склад населення:
| - 68,5 % — білих - 16,7 % — корінних американців - 3,1 % — чорних або афроамериканців - 2,4 % — азіатів - 0,6 % — вихідців з тихоокеанських островів |

До двох чи більше рас належало 8,1 %. Частка іспаномовних становила 3,6 % від усіх жителів.
За віковим діапазоном населення розподілялося таким чином: 14,8 % — особи молодші 18 років, 75,7 % — особи у віці 18—64 років, 9,5 % — особи у віці 65 років та старші. Медіана віку мешканця становила 38,3 року. На 100 осіб жіночої статі у місті припадало 163,0 чоловіків; на 100 жінок у віці від 18 років та старших — 179,2 чоловіків також старших 18 років.
Середній дохід на одне домашнє господарство становив 67 087 доларів США (медіана — 53 750), а середній дохід на одну сім'ю — 84 963 долари (медіана — 79 076). Медіана доходів становила 46 912 долари для чоловіків та 36 750 доларів для жінок. За межею бідності перебувало 8,4 % осіб, у тому числі 10,3 % дітей у віці до 18 років та 6,9 % осіб у віці 65 років та старших.
Цивільне працевлаштоване населення становило 1140 осіб. Основні галузі зайнятості: мистецтво, розваги та відпочинок — 20,1 %, роздрібна торгівля — 12,1 %, публічна адміністрація — 11,0 %.

## Пам'ятки
- Гора Mount Marathon, на яку в День незалежності США влаштовується масовий забіг.
- Alaska SeaLife Center
- Свого часу у місті розпочиналася поштова стежка[en](англ.), в пам'ять про яку щорічно відбуваються перегони на собачих упряжках — але останнім часом маршрут гонки починається в Анкориджі.

## Міста-побратими
- Обіхіро, Японія (1968 р.)

## Галерая

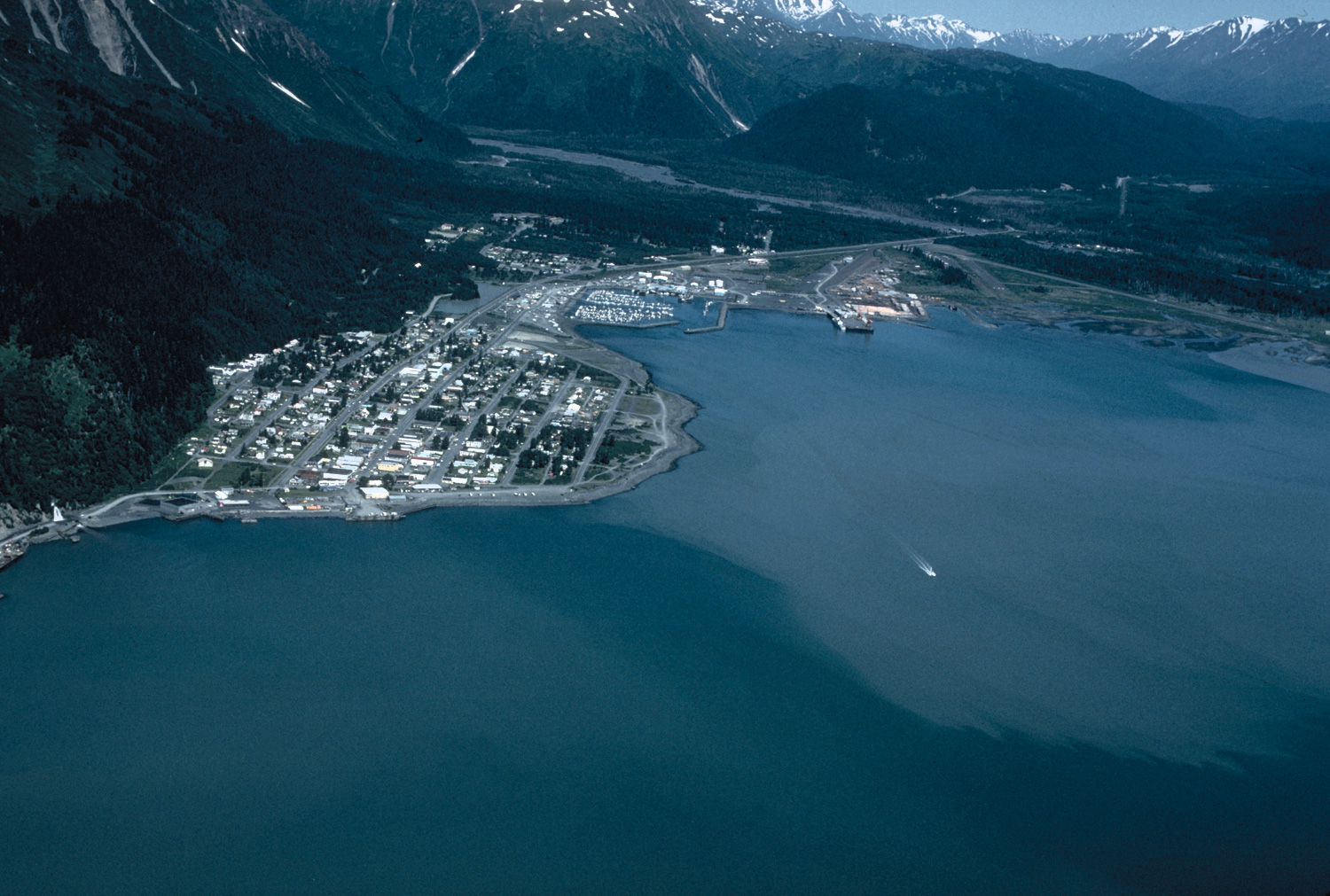
Вид на місто з пташиного польоту
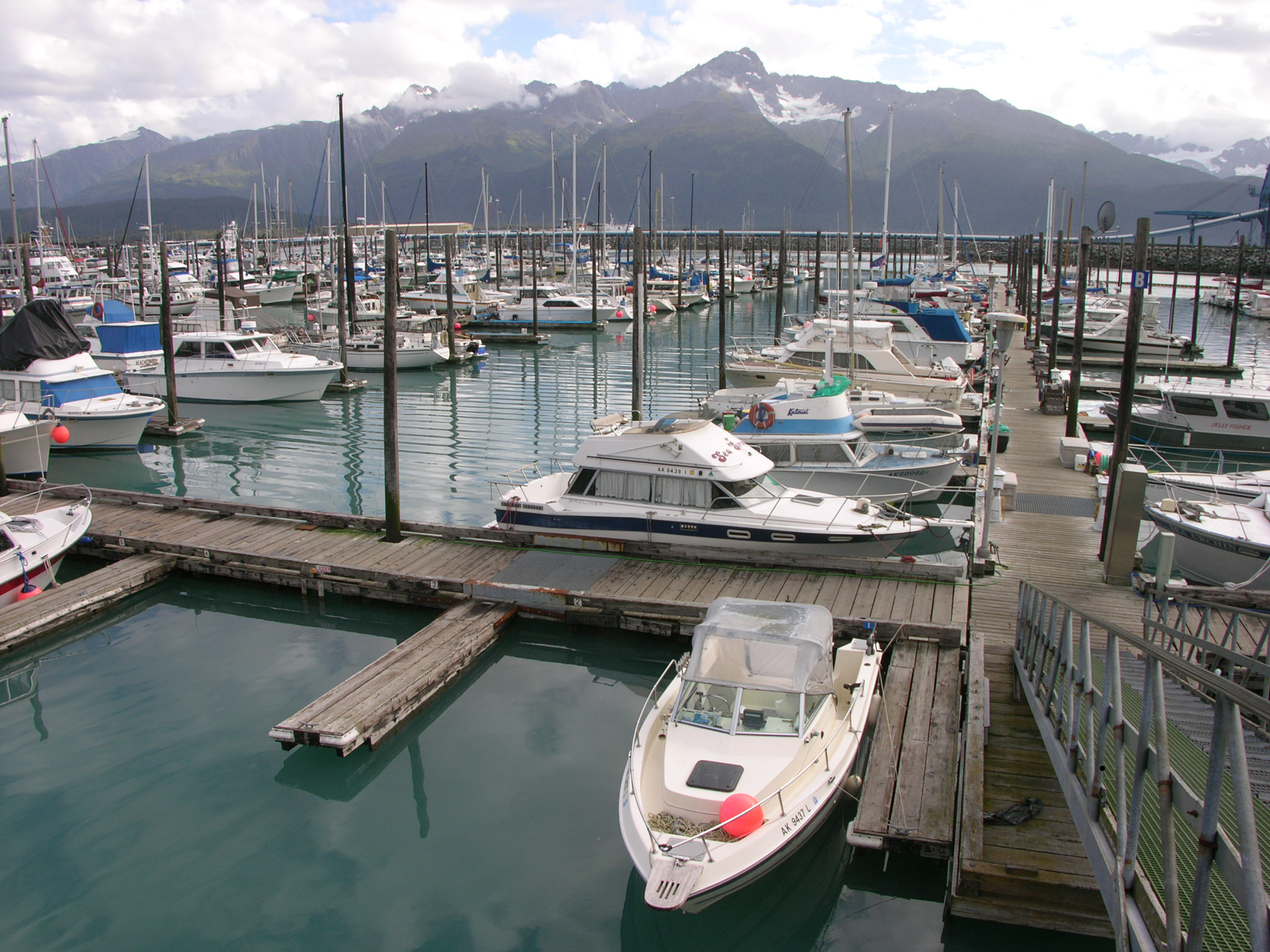
Пристань
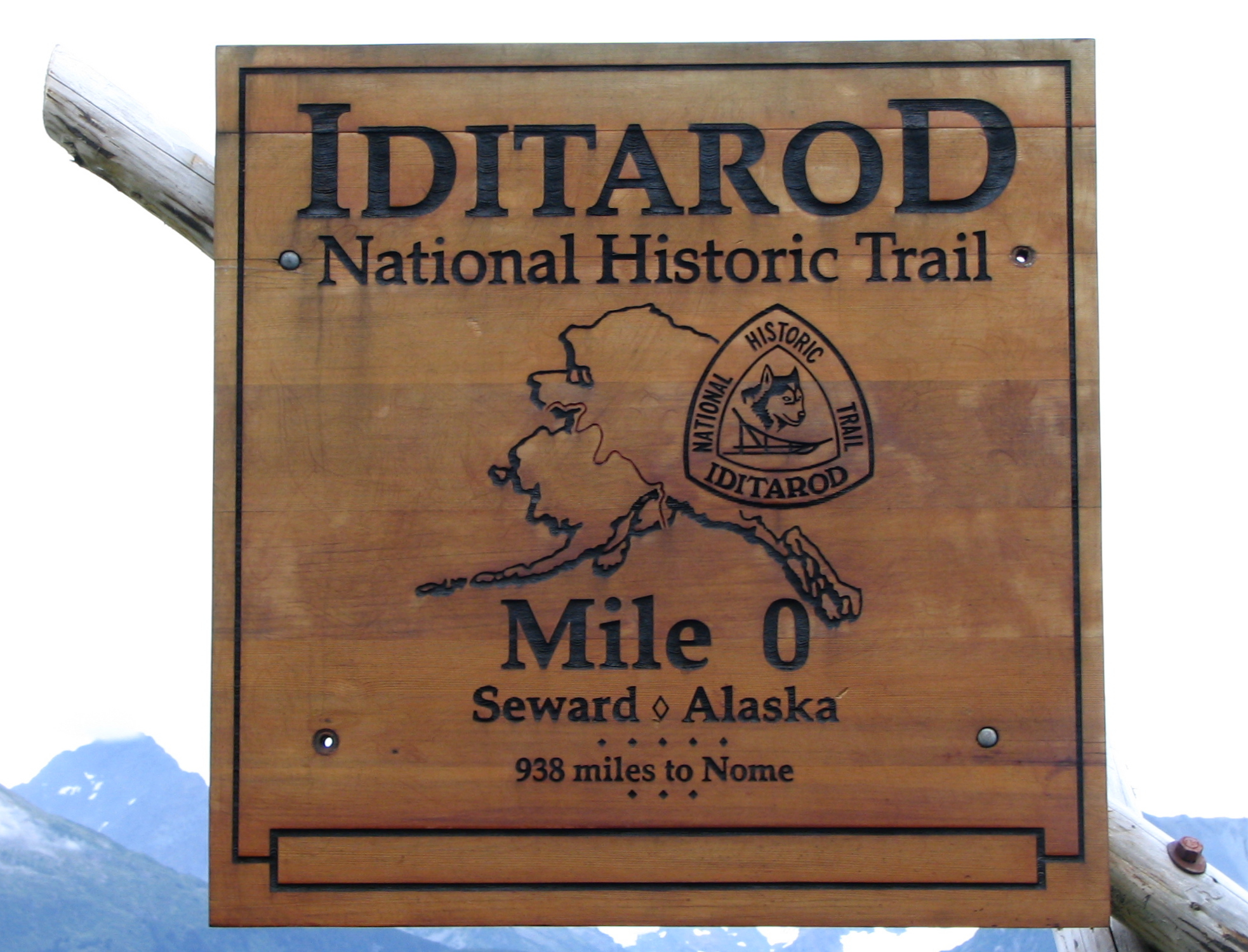
Початок поштового стежки
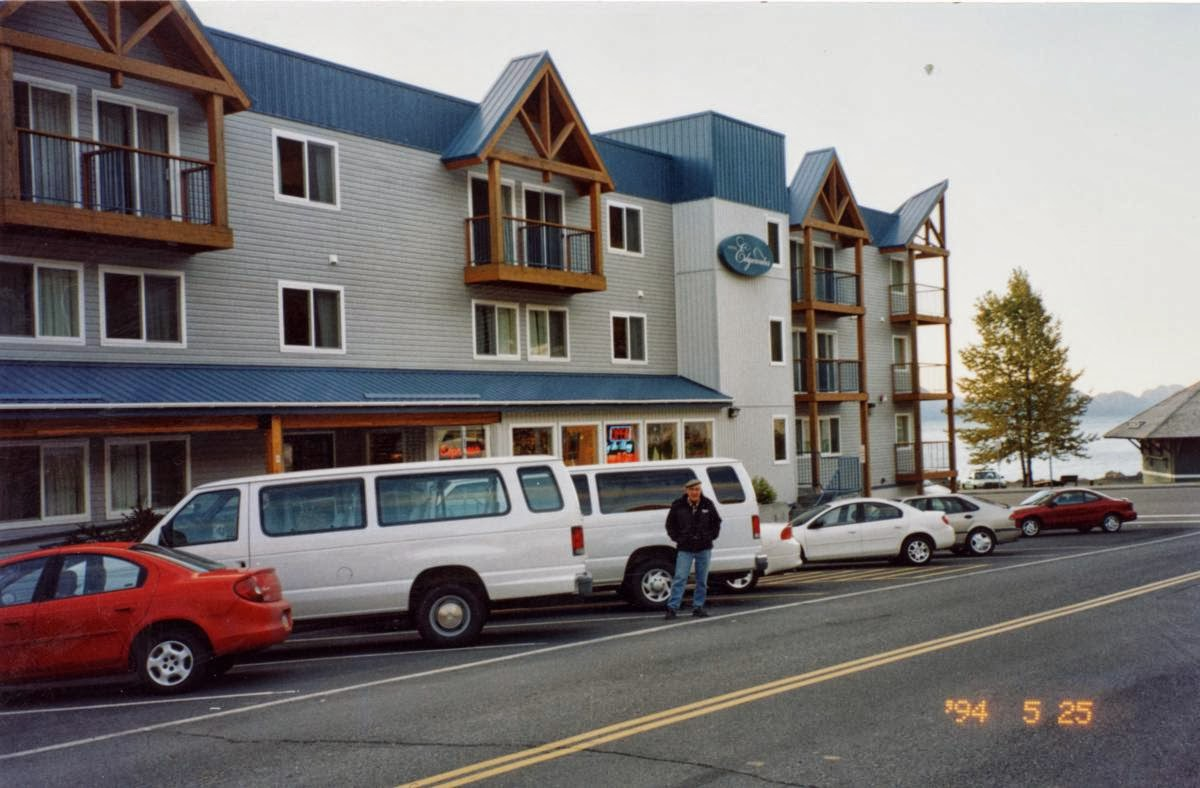
Готель в місті